# Internationales Museum des Roten Kreuzes
Das Internationale Museum des Roten Kreuzes (italienisch Museo Internazionale della Croce Rossa) ist ein seit 1959 bestehendes Museum in der Stadt Castiglione delle Stiviere in der italienischen Provinz Mantua. Es widmet sich der historischen Dokumentation der Entstehung und Entwicklung der Internationalen Rotkreuz- und Rothalbmond-Bewegung.

## Entstehungsgeschichte
Der besondere Bezug der Stadt Castiglione delle Stiviere zur Geschichte des Roten Kreuzes ergibt sich aus den Ereignissen nach der Schlacht von Solferino, die am 24. Juni 1859 nur wenige Kilometer von der Stadt entfernt stattfand. In den Tagen nach der Schlacht wurde die Stadt durch die Aktivitäten von Henry Dunant zum Mittelpunkt der Hilfeleistungen für die Verwundeten. Dunant veröffentlichte seine Erlebnisse in Solferino und Castiglione delle Stiviere im Jahr 1862 in einem Buch mit dem Titel «Eine Erinnerung an Solferino».

„… Die Frauen aus Castiglione folgten meinem Beispiel, als sie sahen, daß ich keinen Unterschied zwischen den Nationalitäten machte und haben allen Männern von verschiedenster Herkunft dieselbe Güte zukommen lassen, auch denen, die für sie völlig fremd waren. „Alles Brüder“ wiederholten sie aus Mitleid. Ehre den gütigen Frauen und Mädchen aus Castiglione …“

Dieses Buch gab dem Anstoß zur Gründung des Internationalen Komitees vom Roten Kreuz (IKRK).
Das Museum entstand auf Initiative von Enzo Boletti, Bürger der Stadt Castiglione delle Stiviere. Boletti geriet während des Zweiten Weltkrieges am 8. September 1943 in sowjetische Kriegsgefangenschaft. Im Jahr 1950 erhielt seine Familie über die Zentralauskunftsstelle für Kriegsgefangene des Internationalen Komitees vom Roten Kreuz erstmals eine Nachricht über sein Schicksal und damit ein Lebenszeichen von ihm. Vier Jahre später, am 25. November 1954, kehrte er nach Italien zurück. Er war damit der letzte Staatsbürger Italiens, der nach dem Zweiten Weltkrieg aus der Kriegsgefangenschaft in einem anderen Land entlassen wurde. In den Jahren nach seiner Rückkehr wurde er Bürgermeister seiner Heimatstadt. Aus persönlicher Dankbarkeit gegenüber dem Internationalen Komitee vom Roten Kreuz setzte er sich zusammen mit seiner Familie für die Einrichtung eines Museums ein, das an historischer Stätte in Castiglione delle Stiviere die Geschichte des Roten Kreuzes dokumentieren sollte. Enzo Boletti gilt deshalb heute als Gründer des Museums und war dessen erster Präsident.
Das Museum befindet sich in Castiglione delle Stiviere im Palazzo Longhi, dem ehemaligen Palast der Adelsfamilie Triulzi-Longhi aus dem 18. Jahrhundert. Es wurde am 25. Juni 1959 eröffnet. Die Finanzierung der Einrichtung erfolgte größtenteils durch private Spenden sowie eine Großspende einer italienischen Bank an die Rotkreuz-Gesellschaft Italiens. Das Italienische Rote Kreuz ist der Träger des Museums.

## Ausstellung
Die Gestaltung und Einrichtung der Ausstellung ist vorrangig auf eine historische Perspektive ausgerichtet. Das Museum zeigt unter anderem einige Zeichnungen aus dem Jahr 1859 sowie Gegenstände, die in den Tagen nach der Schlacht verwendet wurden. Darüber hinaus enthält die Ausstellung medizinische Geräte und Fahrzeuge für den Krankentransport aus verschiedenen Epochen sowie eine Briefmarkensammlung, die unter dem Thema «Das Rote Kreuz weltweit» steht. In einem der ersten Räume sind Kopien der fünf Nobelpreisurkunden ausgestellt, die Henry Dunant (1901), dem Internationalen Komitee vom Roten Kreuz (1917, 1944, 1963) und der Liga der Rotkreuz-Gesellschaften (1963) verliehen wurden. Verschiedene Bereiche des Museums widmen sich einigen speziellen Aspekten der Aktivitäten der Internationalen Rotkreuz- und Rothalbmond-Bewegung, wie beispielsweise dem Einsatz gegen Landminen und der Bedeutung der Genfer Konventionen.

## Sonstige Aktivitäten
Das Museum organisiert seit 1992 unter der Bezeichnung «Da Solferino a Castiglione Fiaccolata» ein jährlich stattfindendes internationales Zeltlager. Teil der Veranstaltung ist seit 1997 ein Mannschaftswettbewerb um die Trofeo Massimo Ghio, benannt nach einem italienischen Rotkreuz-Delegierten, der unter anderem in Albanien und Ruanda tätig war. Der Wettbewerb besteht aus sportlichen und spielerischen Aktivitäten, Wissenstests zur Rotkreuz-Geschichte und dem Humanitären Völkerrecht sowie praktischen Tests in Erster Hilfe. Höhepunkt des Zeltlagers ist ein Fackelzug von Solferino nach Castiglione am 25. Juni, an dem in den letzten Jahren jeweils mehrere tausend Menschen teilgenommen haben, überwiegend aktive Rotkreuz-Mitglieder aus verschiedenen Ländern. Der Umzug folgt dem Weg, auf dem nach der Schlacht von Solferino die Verletzten nach Castiglione gebracht wurden.